# العلاقات الإكوادورية الروسية
العلاقات الإكوادورية الروسية هي العلاقات الثنائية التي تجمع بين الإكوادور وروسيا.

## مقارنة بين البلدين
هذه مقارنة عامة ومرجعية للدولتين:
| وجه المقارنة                                              | الإكوادور                      | روسيا                                   |
| --------------------------------------------------------- | ------------------------------ | --------------------------------------- |
| المساحة (كم2)                                             | 283.56 ألف                     | 17.08 مليون                             |
| عدد السكان (نسمة)                                         | 16.62 مليون                    | 146.80 مليون                            |
| الكثافة السكانية (ن./كم²)                                 | 58.61                          | 8.59                                    |
| العاصمة                                                   | كيتو                           | موسكو                                   |
| اللغة الرسمية                                             | اللغة الإسبانية، كيشوا ‏، شوار ‏ | اللغة الروسية                           |
| العملة                                                    | دولار أمريكي، سوكري إكوادوري   | روبل روسي                               |
| الناتج المحلي الإجمالي (بليون دولار)                      | 103.06 مليار                   | 1.58 تريليون                            |
| الناتج المحلي الإجمالي (تعادل القوة الشرائية) بليون دولار | 185.24 مليار                   | 3.69 تريليون                            |
| الناتج المحلي الإجمالي الاسمي للفرد دولار أمريكي          | 6.21 ألف                       | 9.09 ألف                                |
| الناتج المحلي الإجمالي للفرد دولار أمريكي                 | 11.37 ألف                      |                                         |
| مؤشر التنمية البشرية                                      | 0.746                          | 0.798                                   |
| رمز المكالمات الدولي                                      | +593                           | +7                                      |
| رمز الإنترنت                                              | .ec                            | .ru، .рф، .рус ‏، .su                    |
| المنطقة الزمنية                                           | 00                             | Magadan Time ‏، ت ع م+02:00، ت ع م+12:00 |

## مدن متوأمة
في ما يلي قائمة باتفاقيات التوأمة بين مدن إكوادورية وروسية:
- ترتبط مانتا، الإكوادور مع فلاديفوستوك باتفاقية توأمة.

## منظمات دولية مشتركة
يشترك البلدان في عضوية مجموعة من المنظمات الدولية، منها:
| علم المنظمة | اسم المنظمة                        | تاريخ انضمام الإكوادور | تاريخ انضمام روسيا |
| ----------- | ---------------------------------- | ---------------------- | ------------------ |
|             | مؤسسة التنمية الدولية              | 7 نوفمبر 1961          | 16 يونيو 1992      |
|             | المنظمة الهيدروغرافية الدولية      | ?                      | ?                  |
|             | مؤسسة التمويل الدولية              | 20 يوليو 1956          | 12 أبريل 1993      |
|             | منظمة حظر الأسلحة الكيميائية       | ?                      | ?                  |
|             | يونسكو                             | 22 يناير 1947          | 21 أبريل 1954      |
|             | الأمم المتحدة                      | 21 ديسمبر 1945         | 24 أكتوبر 1945     |
|             | الاتحاد الدولي للاتصالات           | 17 أبريل 1920          | 1866               |
|             | منظمة الشرطة الجنائية الدولية      | ?                      | 27 سبتمبر 1990     |
|             | البنك الدولي للإنشاء والتعمير      | 28 ديسمبر 1945         | 16 يونيو 1992      |
|             | الاتحاد البريدي العالمي            | ?                      | ?                  |
|             | وكالة ضمان الاستثمار متعدد الأطراف | 12 أبريل 1988          | 29 ديسمبر 1992     |
|             | منظمة التجارة العالمية             | ?                      | 22 أغسطس 2012      |
|             | الفريق المعني برصد الأرض           | ?                      | ?                  |

## وصلات خارجية
- موقع وزارة الخارجية الإكوادورية
- موقع وزارة الخارجية الروسية